# 응우옌푹미엔호안
응우옌푹미엔호안(베트남어: Nguyễn Phúc Miên Hoan / 阮福綿宦 완복면환, 1826년 8월 31일 ~ 1839년 1월 13일)은 응우옌 왕조의 황족이다. 민망 황제의 34번째 아들로, 생모는 귀인(貴人) 도티떰(杜氏心)이다.

## 생애
민망 7년 7월 28일(1826년 8월 31일), 출생하였다.
민망 19년 11월 28일(1839년 1월 13일), 사망하니 향년 13세였고, 전친사(展親祠)에 열사(列祀)되었다.
응우옌푹미엔호안은 미녕공주(美寧公主) 응우옌응옥자띠엣의 동복동생이며, 진정군공(鎭靖郡公) 응우옌푹미엔전, 금강군공(錦江郡公) 응우옌푹미엔반, 보안군공(保安郡公) 응우옌푹미엔칵, 건풍군공(建豐郡公) 응우옌푹미엔호앙, 패은공주(沛恩公主) 응우옌응옥르엉찐, 이름이 알려지지 않은 민망 황제의 45번째 딸의 동복형 및 오빠이다.

## 참고 문헌
- 《대남식록》정편(正編) 열전2집(列傳二集) 권6(卷六)
- 《완복족세보(阮福族世譜)》